# Heinrich Gahrns
Heinrich Gahrns (* 6. Mai 1882 in Salzwedel; † 13. Oktober 1955 in Goslar) war ein deutscher Politiker (CDU).

## Leben
Gahrns absolvierte nach dem Gymnasium eine kaufmännische Lehre. Er arbeitete als Eisenwarenhändler und war bis zu seinem Tod Präsident des Verbandes deutscher Eisenwarenhändler. Zudem amtierte er als Präsident des Internationalen Verbandes der Eisenwaren- und Hausrathändler Europas in Düsseldorf. Er war verheiratet mit Anna, geb. Gebhardt und hatte 3 Kinder. Vom 21. Februar 1946 bis 21. November 1946 war er Mitglied des Ernannten Braunschweigischen Landtages.

## Weitere Funktionen
- Beirat der Industrie- und Handelskammer Braunschweig
- Vorsitzender des Aufsichtsrates der Waren-Kredit-Genossenschaft Goslar
- Mitglied des AR des Einkaufsverbandes Nordwest in Hagen

## Ehrungen
- 1952: Verdienstkreuz (Steckkreuz) der Bundesrepublik Deutschland[3]